# Чала-Кадагаури
Чала-Кадагаури (груз. ჭალა-ქადაგაური) — село в Грузии, на территории Чохатаурского муниципалитета края (мхаре) Гурия.

## География
Село находится в западной части Грузии, на левом берегу реки Супсы, на расстоянии приблизительно 17 километров (по прямой) к востоко-юго-востоку от посёлка городского типа Чохатаури, административного центра муниципалитета. Абсолютная высота — 585 метров над уровнем моря.

## Население
По результатам официальной переписи населения 2014 года, в Чала-Кадагаури проживал 21 человек (11 мужчин и 10 женщин). В национальной структуре населения грузины составляли 100 %.
| Год  | Население, человек |
| ---- | ------------------ |
| 2002 | 40                 |
| 2014 | ↘ 21               |